# Szabadkultúra-mozgalom

A copyleft szimbóluma

A szabadkultúra-mozgalom egy társadalmi mozgalom, amely kreatív művek Interneten és más médiumokon való terjesztésére jött létre. 

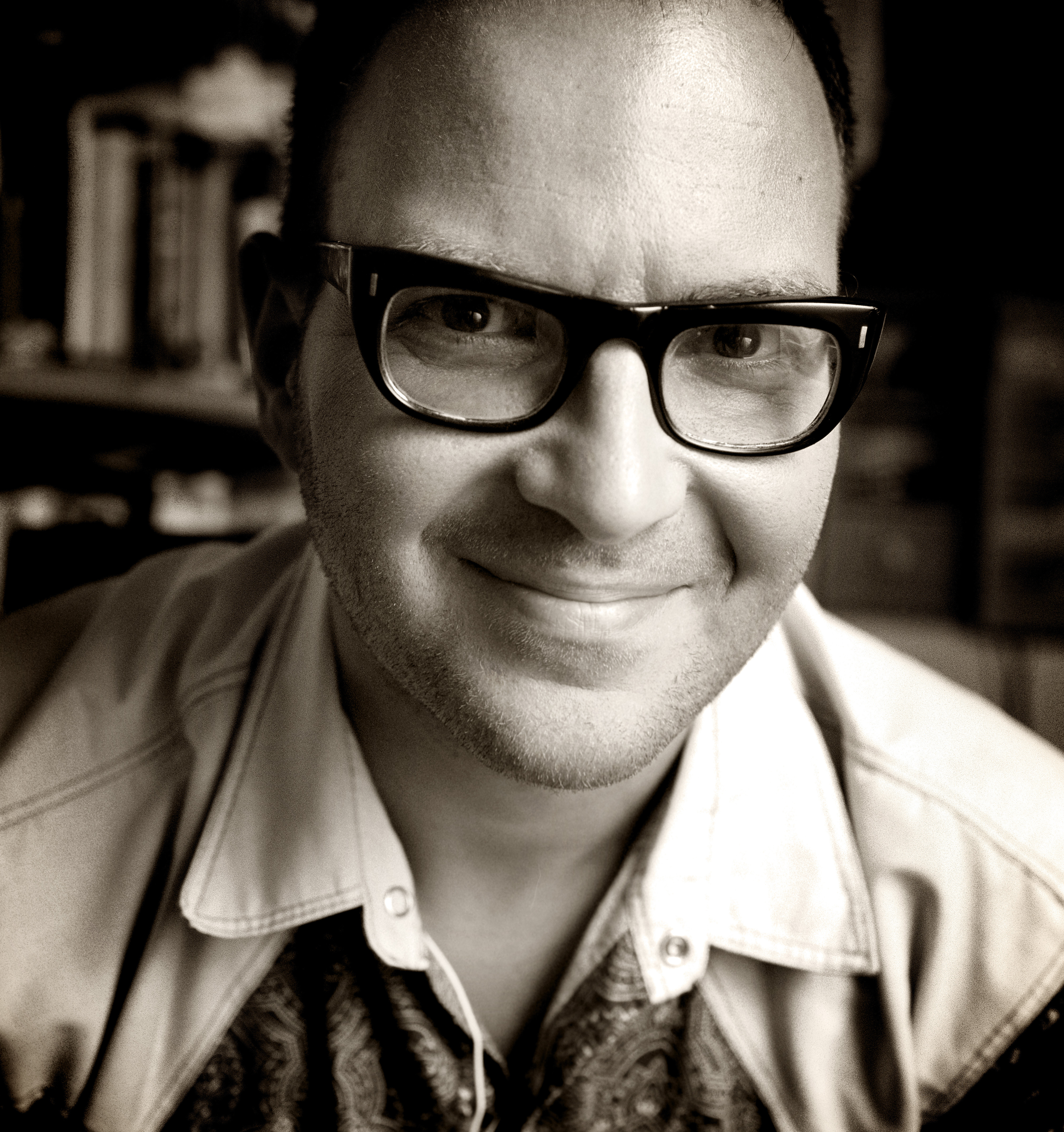
Cory Doctorow, szabadművész, író

Általában ellenzi a szellemi termékekhez (IP) fűződő monopóliumokat – ezen belül különösen a copyright-monopóliumok XX. századi extrém kiterjesztését, ami a mozgalom tagjai szerint korlátozza a kreativitást – és egyes jogokat visszaadó szabad licencű műalkotásokat hoz létre és ezeket teszi közzé például a Wikimédia Commonson át a Wikipédián és máshol.
A mozgalom lényegében a szabad információs társadalom alapjaira, Richard Matthew Stallman 1985 márciusában közreadott GNU Kiáltványa alapján jött létre, illetve logikus és közvetlen következménye volt az 1998-as, sokszor csak Mickey egér néven emlegetett törvénynek és nemzetközi hatásainak, mely a lejáró copyright-monopóliumokat még 20 évvel visszamenőleg is kiterjesztette.
2001-re a francia ArtLibre.org és mindenekelőtt a Creative Commons szervezet hatására a szabad művészet és a Copyleft fogalma a számítógépes művészeten kívülre is kiteljesedett és a szabad kultúra fogalma 2003-2004-re az Információs Társadalom Világtalálkozón (WSIS) és a Wikimédia Commons-hoz hasonló projektekben-színtereken standardizálódott. A szabad kulturális tartalmak Magyarországon is egyre nagyobb szerepet játszottak, 2010 körül előbb a Magyar Wikipédia, majd a Magyar szabadművészek közössége kezdte a szabad magyar kultúra erejét nemzetközi szinten is megmutatni.

## Története
A XVII. században Milton már figyelmeztetett a kulturális monopóliumok veszélyére, mely a nagy kiadóvállalatok nyomására először Angliában, a XVIII. században kezdett kialakulni, majd a XIX. századra kezdett terjedni a világ más részein. A többek között Shannon és Neumann után kialakulni kezdett információs társadalomban egyre erőteljesebb lett az igény, hogy megállítsuk a szellemi, például a már halál után is sok évtizedre szóló copyright-monopóliumok további extrém kiterjesztését.
Ennek egyik jó példája volt, mikor az USA-ban többen, többek között Richard Stallman gyakorlatban is igazolták, hogy a copyright-monopóliumok lassítják haladó szellemi termékek létrejöttét, ezért 1985-re Stallman létrehozta az GPL-t, az első erős Copyleft licencet, hogy a szerzőknek könnyű lehetősége legyen a számítógéppel előállított műalkotásaik, vagy más műalkotásaikból maguk által valamilyen minőségben digitalizált részlet hivatkozással való szabad továbbterjesztésének, feldolgozásának engedélyezésére.
Az ezredfordulóra a szabad kultúra jelentősen hozzájárult a kultúra demonopolizálásához, amely jelenségre a XIX. századi kulturális monopóliumok rendszerére épülő kiadóóriások először olyan súlyos módszerekkel reagáltak, ami például a Mickey egér-törvényben illetve a DMCA-ban testesült meg.
2001-re ezért a szabad kultúra alkotói részéről nagyon felgyorsult a szabad licencek kidolgozása és standardizálása. Ilyen például a francia ArtLibre.org csoport munkája és mindenekelőtt a szerzők számára a legrugalmasabb, erős és gyenge copyleftet, vagy akár a nonprofit továbbterjesztést is tiltó licencelési rendszert biztosító Creative Commons.
2004-re létrejöttek azok a szabad kulturális terek, melyek a művek, műrészletek közzétételét biztosítják, ilyen például a Wikimédia Commons, vagy a kifejezetten kottákra szánt IMSLP és így tovább.
2014-ben a Creative Commons által rendszeresen közzétett jelentés szerint, csak a valamelyik CC licencet használó műalkotások, részletek száma 2015-ben bőven áttöri az 1.000.000.000 fájlt, ráadásul a korábban óvatosabban próbálkozó művészek között ma már az erős copyleft a döntő, legnagyobb részt, a Wikimédia Commons oldalon CC-BY-SA licenccel teszik közzé műveiket.

## Wikimédia
A Wikimédia projektjei, melyek tartalma a GNU szabad dokumentációs licenc és különféle Creative Commons-licencek alatt vannak, vitathatatlanul a legnagyobb szabadkultúra-projekt. A 2005-ös Wikimania találkozón Jimmy Wales a szabadkultúra-mozgalom elveire alapozva tíz feladatot tűzött ki célul a Wikimédia számára, amit „A Szabad Kultúra Kiáltványának” neveztek el. Jimmy Wales szerint a következő tíz célkitűzés tíz éven belül meg fog valósulni:
1. Enciklopédia minden nyelven – Wikipédia
2. Szótár bármely nyelvről bármely nyelvre – Wiktionary (Wikiszótár)
3. Távoktatás minden nyelven és minden fokon – Wikibooks (Wikikönyvek), Wikiversity (Wikiegyetem)
4. Zenei alkotások gyűjtőhelye
5. Művészeti alkotások gyűjtőhelye
6. Szabad fájlformátumok
7. Térképek
8. Termékazonosítók
9. Globális tévéműsor-információ
10. Közösségek

## Külső hivatkozások
- Lawrence Lessig: Szabad kultúra a Magyar Elektronikus Könyvtárban
- http://www.freeculture.org Archiválva 2006. április 27-i dátummal a Wayback Machine-ben
- https://web.archive.org/web/20151222110508/http://www.libervis.com/